# كريبوني
كريبوني (بالفرنسية: Créponné)‏ (من "كريبون" أي المتموج) هو شربات الليمون الذي يُعد واحدًا من التخصصات التقليدية في المطبخ الجزائري خلال الفترة الإستعمارية في الجزائر. التي تعود أصولها إلى مدينة وهران غرب الجزائر،
تم اختراعه على يد جيلبرت سوريانو في محل المثلجات "لورانيز" في وهران خلال فترة الإستعمار الفرنسي، ويتميز هذا الصنف من المثلوج بلونه الأبيض وقوامه الكريمي ونكهته الحمضية المنعشة، مما يجعله مناسباً للأجواء الحارة.
يُعد كريبوني من التحليات الشعبية الباردة التي تُقدّم في فصل الصيف، ويشتهر بنكهته الحمضية المنعشة التي تناسب الأجواء الحارة

## المكونات الأساسية
ويُحضّر باستخدام مكونات أساسية مثل الليمون وبياض البيض المخفوق:
- الليمون: ويشمل قشر الليمون وعصيره للحصول على نكهة منعشة.
- السكر: يُستخدم لتحضير شراب السكر الذي يخفف من حموضة الليمون.
- البيض: تحديداً بياض البيض المخفوق الذي يُساهم في إعطاء القوام الكريمي لهذه الشربات.

## التقديم والاستخدامات التجارية
يُقدم كريبوني غالبًا في أكواب أو أوعية صغيرة، ويمكن تزيينه بشرائح من الليمون أو بأوراق النعناع. ويعد تناول كريبوني في فصل الصيف تقليداً شائعاً، حيث يُعتبر من التحليات المنعشة المرتبطة بالمناسبات الاجتماعية والنزهات. بينما كانت هذه الوصفة تُعد تقليديًا في المنازل، أصبحت تُنتج بشكل أكبر في محلات بيع المثلجات باستخدام ماكينات تجميد خاصة تضمن الحصول على قوام سلس ومتجانس.

## التأثير والانتشار
يُعتبر كريبوني من التحليات المفضلة في الجزائر، خاصة في المناطق الساحلية. وعلى الرغم من بقائه ضمن نطاق الثقافة المحلية، إلا أن بعض المطاعم الجزائرية خارج البلاد تقدم هذا الطبق، مما يساهم في تعريف آخرين به. بفضل الجاليات المغاربية المقيمة في الخارج، أصبح كريبوني شائعًا في مناطق البحر الأبيض المتوسط مثل فرنسا وإسبانيا، حيث بدأ يُقدم في بعض المطاعم ومحلات المثلجات. تنتشر هذه التحلية كذلك في دول أخرى حيث تعرّف الكثيرون علىه من خلال تواجد المغاربيين والمحلات التي تقدم مأكولاتهم، مما ساهم في نشر شهرة كريبوني على نطاق أوسع.